# 이승빈 (음악가)
이승빈(2001년 9월 8일~)은 대한민국의 음악가이자 유튜버이다.

## 참여 작품

### 주요 음반
- 2021년 무지개 대한민국
- 2021년 나빌레라

### 기타
- 2022년 공연(실황영화) 나는 인터넷 가수다

## 보도 자료
- 21살 청년, 화합의 노래 '무지개 대한민국' 앨범 발매, 전남인터넷신문, 2021년 5월 20일
- 이승빈·요룰레히·유후·조매력…음악 스트리머의 부상, 뉴시스, 2023년 4월 20일
- 인터넷 유명 가수 초청한 "나는 인터넷 가수다", 30일 트위치 방송, 대한민국청소년의회 신문, 2022년 10월 27일